# Эвмен II
Эвмен II (др.-греч. Εὐμένης Β'; 221 до н. э. — 159 до н. э.) — пергамский царь в 197—159 годах до н. э.; военачальник.
При нём Пергамское царство достигло зенита своего могущества, а Пергам стал соперничать с Александрией за статус главного центра эллинистической культуры.

## Биография
Сын Аттала I, Эвмен продолжал отцовскую политику союза с Римской республикой против сирийцев и македонян. Осенью 190 года до нашей эры вместе с римлянами разгромил Антиоха III в битве под Магнесией, после чего овладел владениями Селевкидов в Малой Азии и Херсонесом Фракийским. В 176 году до н. э. помог добыть царский трон Антиоху IV Эпифану.
После победы над сирийцами Эвмен обратил свой взор на север и начал войну с Вифинией, на стороне которой выступал сам Ганнибал, а также боевые действия с Понтом. Во время Третьей Македонской войны поддерживал римлян и для укрепления союза в 172 году до н. э. посетил Рим. Слухи о его сепаратных переговорах с Персеем, хотя и едва ли имели основание, отравляли его отношения с римлянами в последний год жизни.
В царствование Эвмена были воздвигнуты почти все грандиозные сооружения пергамского акрополя, включая знаменитый алтарь Зевса. При нём библиотека Пергама стала соперничать с александрийской, что вынудило одного из Птолемеев (Птолемея V Эпифана, Птолемея VI Филометора или Птолемея VIII Эвергета) запретить экспорт папируса из Египта. В ответ на эту меру пергамцы изобрели новый материал, который по имени их города стал называться пергаментом.
В преддверии Сирийской войны Антиох III предложил свою дочь в жёны Эвмену II, рассчитывая таким образом заключить союз. Но пергамский царь отверг это предложение и взял в жёны Стратонику, дочь каппадокийского царя Ариарата IV.